# Piridoxina
La piridoxina o adermina, la piridoxamina i el piridoxal, són tres formes de la Vitamina B₆. Una vitamina hidrosoluble que participa en el metabolisme del nitrogen i de l'àcid linoleic. La ingesta necessària per a l'organisme humà és de 25-100 mg/24 h, aquesta quantitat és enorme comparada amb la de les altres vitamines hidrosolubles. La carència d'aquesta vitamina provoca anèmia i lesions cutànies, d'altra banda, el seu excés pot provocar neuropatia perifèrica.